# 頂五結
頂五結，是臺灣宜蘭縣五結鄉的一個地名，位於該鄉西部偏南。相較於今日行政區，其範圍大致包括福興村不含東部中段凸出地帶、五結村東南部五結聚落。

## 歷史
台灣清治末期，頂五結地區為一街庄，稱為「頂五結庄」，隸屬於二結堡。該庄東與中一結庄、大埔庄為鄰，南與打那岸庄、十八埒庄為鄰，西邊為竹林庄、四結庄，北邊為下五結庄。
1901年（日明治三十四年）11月，該庄隸屬於宜蘭廳，編入第十五區。1905年（明治三十八年）7月，該區改名為「二結區」。1920年（大正九年），該庄改制為「頂五結」大字，隸屬於臺北州羅東郡五結庄，大字下有「頂五結」、「掃笏社」小字名。
戰後五結庄改制為五結鄉，隸屬於臺北縣，大字亦改制為村。1950年10月，北、基、宜分治，五結鄉改隸屬於宜蘭縣。

## 聚落
本地區發展較早的聚落有頂五結、掃笏社等，在日治期初期的官方地圖上已有記載。此外，本地區尚有圓孔頭、五結等聚落。

## 交通
國道5號又稱「北宜高速公路」，是橫跨台灣東西部的高速公路，大致以北北西—南南東走向經過頂五結地區東部。由該道路向北北西可前往宜蘭、礁溪、頭城西南部、坪林、石碇、南港並止於國道3號南港系統交流道，向南南東可前往羅東東南部、冬山東部、蘇澳等地。
縣道196號（五結路三段～二段）是三星至五結鄉下清水的道路，也是本地區主要的橫向道路，西偏南—東偏北走向經過本地區。由該道路向西偏南轉西南再轉西北穿越竹林（羅東市區北側）後可前往歪子歪、尾塹、大洲、阿里史與紅柴林交界地帶、三星市區並止於省道台7丙線路口，向東偏北可前往中一結、中二結、四百名、一百甲並止於五結防潮閘門西北側。
鄉道宜24線（中興路一段）是羅東鎮仁愛里至五結的道路，其東側端點位於本地區東北部邊界地帶的鄉道宜25線路口。由該道路向西北西蜿蜒出境後，可前往下五結、四結並止於其西部邊界地帶的縣道196號路口。
鄉道宜25線（五結中路二段～一段）是二結至冬山的道路，大致以縱向蜿蜒經過本地區東部五結聚落。由該道路向北可前往下五結與下三結交界地帶、頂三結、二結中部偏西南並止於省道台9線路口，向南可前往大埔西部、鐤橄社、打那岸東部、月眉東部、武淵、武罕與三堵邊界地帶、珍珠里簡、冬山市區並止於鄉道宜30線路口。
鄉道宜27線（國民南路）是三吉至五結的道路，其南側端點位於本地區東部五結聚落西郊的縣道196號路口。由此向北北西出境後轉北可前往下五結東部、下三結中北部並止於鄉道宜22線路口。
鄉道宜29線（仁武路一段）是三結至中福的道路，其南側端點位於本地區中部縣道196號路口。由此向北出境後可前往下五結中西部、四結最東端（下四結）、頂三結東部、下三結西北部並止於鄉道宜22線路口。
鄉道宜31線（五結路三段630巷、興盛北路、大興路）是溪底城至興盛的道路，其南側端點位於本地區西部縣道196號路口。由此向東北蜿蜒而行，至興盛北路轉西北再轉北出境後，可前往下五結西部、四結東部、頂三結、二結東部並止於鄉道宜22線路口。

## 廟宇
- 五結奠安宮（土地祠）